# Interstate Highway 90
Interstate Highway 90 eller Interstate 90 eller bare I-90 er en hovedvej i Dwight D. Eisenhower National System of Interstate and Defense Highways i USA eller bare Interstate Highway System. 
Vejen er den nordligste Interstate Highway, der strækker sig fra kyst til kyst. Vejen begynder i Seattle, Washington og den slutter i Boston, Massachusetts. Fra grænsen mellem Wisconsin og Illinois og videre mod øst, er vejen afgiftsbelagt på en lang række delstrækninger, der følger tidligere hovedveje, der allerede var belagt med afgift før I-90 blev etableret i 1957.

## Rutebeskrivelse
Vejen er den længste af alle interstates med sine 4.987 km, og den går gennem 13 amerikanske stater. Fra vest mod øst: Washington, Idaho, Montana, Wyoming, South Dakota, Minnesota, Wisconsin, Illinois, Indiana, Ohio, Pennsylvania, New York og Massachusetts. Vejen passerer en lang række historiske steder, ikke mindst i de vestlige stater.

### Washington
I vestgående retning slutter I-90 i nærheden af Qwest Field og i østgående retning begynder den i nærheden af Safeco Field. Dette er to store sportsarenaer, hjemsted for henholdsvis Seattle Seahawks (NFL football) og Seattle Mariners (MLB baseball). Dette betyder at store tilskuermængder hurtigt kan ledes mellem de to stadions og motorvejsnettet.
I-90 krydser Lake Washington vest for Seattle via to af verdens længste flydebroer, Lacey V. Murrow Memorial Bridge og Homer M. Hadley Memorial Bridge, der fører henholdsvis det østgående og det vestgående spor til en ø i søen, Mercer Island. Fra øen til den modsatte bred går East Channel Bridge. 
Herfra går vejen mod øst-sydøst, og ca. 90 km fra Lake Washington passerer I-90 Cascade Range via Snoqualmie passet i en højde af 921 meter over havet, og omkring 120 km længere mod sydøst passeres Columbia River via Vantage Bridge. Fra byen George, går vejen stik øst i omkring 115 km inden den drejer mod nordøst i ca. 90 km til Spokane. Herfra går vejen igen mod øst ca. 30 km til grænsen til Idaho.

### Idaho
I-90 passerer grænsen til Idaho ved den lille by State Line (28 indbyggere i 2000). Herfra går vejen mod øst og en anelse syd på til den når statsgrænsen til Montana 117 kilometer længere mod øst. Undervejs passerer vejen gennem Idahos sølvminedistrikt med byer som Pinehurst, Smelterville, Kellog, Wardner, Osburn, Silverton, Wallace og Mullan. Wallace kalder noget ubeskedent sig selv for "Verdens sølvhovedstad" , og Kellog var skueplads for USA's hidtil værste minekatastrofe, da 91 minearbejdere blev dræbt i Sunshine minen i 1972. I 1970'erne producerede dette område omkring halvdelen af den samlede sølvproduktion i USA. 
Kort efter Mullan fører I-10 op til Lookout Pass i 1.440 meters højde, hvor grænsen til Montana krydses. 

### Montana
Fra grænsen til Idaho fortsætter I-90 mod sydøst forbi byer som Missoula og Anaconda til Butte. På strækningen fra et stykke før Missoula til omkring Butte går vejen parallelt med floden Clark Fork, som er den største flod i Montana og motorvejen krydser floden adskillige gange undervejs. Ved Butte møder I-90 I-15, der går i nord-sydlig retning. Fra Butte går vejen mod øst gennem Bozeman til Billings. Kort før Bozeman ligger byen Three Forks, hvor floderne Madison River, Gallatin River og Jefferson River mødes og danner USA's længste flod, Missourifloden. Ved Billings begynder I-94, som fortsætter mod nordøst mens I-90 fortsætter mod øst yderligere omkring 77 kilometer til byen Hardin, hvor den drejer skarpt mod syd og fører ind i Crow Indian Reservation. Kort inde i reservatet passeres Little Bighorn National Monument, hvor George Armstrong Custer i Slaget ved Little Bighorn i 1876 led nederlag til en overlegen styrke af oprindelige amerikanere fra stammerne Sioux, Arapaho og Cheyenne.
Efter monumentet fortsætter vejen syd på omkring 65 km til grænsen til Wyoming.

### Wyoming
Fra grænsen passerer I-90 byen Sheridan og det historiske Fort Phil Kearney, der spillede en stor rolle i kampene mod Oglalla sioux indianerne under høvding Red Cloud i 1860'erne. Ved Buffalo splittes vejen op, og I-25 fortsætter mod syd, mens I-90 igen svinger mod øst. Mellem Buffalo og Gillette krydser I-90 Powder River. Fra Gillette går vejen igen en smule mod nord på sin fortsatte vej østpå. 
Mellem Gillette og grænsen passerer vejen blandt andet byen Sundance, hvor forbryderen Harry Alonzo Longabaugh, medlem af Butch Cassidys Wild Bunch sad fængslet i 1887-88, og hvorfra han fik sit tilnavn "The Sundance Kid".

### South Dakota
Ved byen Spearfish, kort efter grænsen til South Dakota, drejer vejen igen mod sydøst til Rapid City i den østlige del af Black Hills. Mellem Spearfish og Rapid City passeres byen Deadwood, der i slutningen 1870'erne var kendt som en af Nordamerikas vildeste byer. I 1876, kort efter byens grundlæggelse blev revolvermanden Wild Bill Hickok dræbt i byen, hvor han også ligger begravet. Da en anden af tidens markante personligheder, Martha Jane Cannary-Burke, bedre kendt som "Calamity Jane" døde i 1903, blev hun begravet ved siden af Hickok.
Fra Rapid City går vejen fortrinsvis i østlig retning 560 km til Sioux Falls. Omkring 100 km efter Rapid City passerer vejen Badlands National Park. Fra Sioux Falls fortsætter vejen ca. 30 km til grænsen til Minnesota. 

### Minnesota
I-90 går gennem den sydlige del af staten ikke meget mere end 20 km nord for grænsen til Iowa, og stort set parallelt med denne. Ved Albert Lea, krydser I-90 I-35 og fortsætter mod øst til byen Austin, hvor den drejer en smule nord på og fortsætter mod grænsen til Wisconsin. 
Hele strækningen fra grænsen til South Dakota til grænsen til Wisconsin er ca. 435 km. 

### Wisconsin
Grænsen mellem Minnesota og Wisconsin går midt i Mississippifloden, som I-90 passerer ved byen La Crosse via I-90 Mississippi River Bridge. Fra La Crosse fortsætter vejen mod øst til omkring Tomah. Her møder I-90 I-94 og de to følges i stik sydøstlig retning til Portage, hvor I-39 støder til. Herefter fortsætter alle tre interstates ca. 60 km i sydlig retning til Madison, hvor I-94 forlader trekløveret og går mod øst til Milwaukee. I-90 og I-39 fortsætter sammen yderligere 120 km mod syd til Rockford i Illinois. 

### Illinois
Kort efter grænsen til Illinois bliver vejen til en betalingsvej og er det til Chicago. Fra Rockford drejer vejen mod øst til Chicago. Strækningen fra Rockford til Chicago har siden 2007 heddet Jane Adams Memorial Tollway. Indtil 2007 hed vejen Northwest Tollway.
Igennem Chicago har vejen flere forskellige navne, blandt andet John F. Kennedy Expressway og Chicago Skyway. Den sidstnævnte strækning er igen betalingsvej, og det fortsætter rundt om Lake Michigan og ind i Indiana.

### Indiana
I-90 er betalingsvej hele vejen gennem Indiana (Indiana Toll Road). Kort efter grænsen, ved byen Gary, møder I-90 I-80 som den følges med hele vejen gennem staten. Det meste af strækningen følger de to interstates grænsen mellem Indiana og Michigan gennem byområder som South Bend og Elkhart. Kort før grænsen til Ohio krydser I-80 og I-90 Interstate 65. derefter drejer I-80/I-90 en smule mod syd og går ind i Ohio.

### Ohio
Interstate 80 og 90 forsætter sammen ind i Ohio, fortsat som betalingsvej, nu med navnet Ohio Turnpike. Vejen går i østlig retning, men svinger og syd og derefter mod nord idet den følger den sydlige bred af Lake Erie gennem Toledo og Cleveland. I Cleveland skilles I-80 og I-90. I-80 svinger i sydøstlig retning og fortsætter som betalingsvej, mens I-90 ophører som betalingsvej og fortsætter ind gennem Cleveland og videre mod nordøst langs Lake Erie. Strækningen fra Gary, Indiana til Clearview nær Cleveland (475 km) er den længste strækning i USA som to Interstate Highways følges. 
I centrum af Cleveland findes en af de farligste strækninger på I-90. I den såkaldte "Dead Man's Curve" tager vejen et næsten 90 graders sving. På trods af mange advarselsskilte, blinkende lys mm, sker her fortsat mange uheld . 
Omkring byen Conneaut, passerer I-90 grænsen til Pennsylvania.

### Pennsylvania
I-90 har kun en forholdsvis kort strækning (under 75 km) i Pennsylvania. I denne stat fortsætter vejen mod nordøst op langs Lake Erie gennem byen Erie til staten New York. I Erie starter I-79, som går syd på, og kort før grænsen skilles I-86 ud fra I-90. I-86 fortsætter stik øst ind i New York. Pennsylvania er i øvrigt en undtagelse fra reglen om, at det meste af I-90 øst for Wisconsin er betalingsvej. I Pennsylvania er vejen ikke betalingsvej på nogen strækning. 

### New York
Umiddelbart efter grænsen til New York bliver I-90 igen betalingsvej, og kommer til at hedde New York Thruway. Vejen fortsætter op langs Lake Eries kyst (noget nærmere søen end i de andre stater, hvor vejen følger søen) til byen Buffalo. Fra Buffalo fortsætter vejen mod øst gennem Syracuse, Utica, syd om Adirondac Mountains, igennem Schenectady til New Yorks hovedstad, Albany. 
Frakørsler i New York nummereres fra øst mod vest i modsætning til i de øvrige stater, som vejen passerer, hvor frakørslerne nummereres fra vest mod øst. Samtidigt er frakørslerne i New York nummereret i numerisk orden, så den første frakørsel, man møder efter at være kørt ind i staten er 60. Den næste er 59, derefter 58 osv. I de stater, der ligger længere mod vest, er frakørslerne nummereret i forhold til deres afstand fra grænsen. I Pennsylvania hedder de første fire frakørsler således 3, 6, 9 og 16.
Ved Albany passeres Hudson River og herefter svinger vejen igen mod syd mod grænsen til Massachusetts. Undervejes deles vejen et kort stykke med I-87, indtil I-90 igen drejer mod øst. De tre frakørsler, der er på denne sidste strækning i New York, er nummereret fra vest mod øst, og kaldes B1, B2 og B3. 
For at gøre forvirringen total omkring statens nummersystem findes der en kort strækning fra Albany mod syd (ca. 15 miles), hvor vejen ikke er betalingsvej. Denne strækning kaldes "Freebie 90", og på denne strækning er frakørslerne nummereret fra vest mod øst, som i andre stater.  På grund af vejens retning kører man imidlertid fra nord mod syd, når man kører på præcis denne strækning i retning øst. Det betyder numrene tæller ned, når man kører fra nord til syd, og det er lige præcis i modstrid med, hvordan de nordsydgående interstates nummererer deres frakørsler. 

### Massachusetts
I Massachusetts går I-90 der, hvor den tidligere Massachussets Turnpike gik, og lige som denne nu nedlagte vej, er I-90 betalingsvej gennem hele staten. Vejen fortsætter gennem byerne Springfield og Worcester til Boston, hvor den slutter nær havnen ved U. S. Highway 1.

## Hjælpeinterstates
Som på alle andre Interstate Highways, er der en række "hjælpeveje" (auxiliary routes), der er nummereret med trecifrede numre, fx I-290. Disse hjælpeveje kan forbinde I-90 med en anden Intersate, være omfartsveje rundt om byer, eller forgreninger fra I-90. Numrene på disse veje "genbruges" i de enkelte stater. En I-290 findes således både i Illinois, New York og Massachusetts. New York er i øvrigt den eneste stat, der anvender samtlige cifre fra 1 til 9 for hjælpeveje til I-90. Her er I-790 i øvrigt lidt speciel, da den kun delvis er direkte forbundet med I-90. Det er muligt at køre direkte fra I-790 på I-90, men skal man fra I-90 til I-790 skal man ad nogle almindelige gader, for at komme fra den ene motorvej til den anden. 

## Større byer langs I-90
Her er en oversigt over større byer, som I-90 passerer gennem eller forbi, fra vest mod øst (større er i denne forbindelse over 30.000 indbyggere).
Washington
Seattle, Spokane 
Idaho
Coeur d'Alene
Montana
Missoula, Butte, Billings
South Dakota
Rapid City, Sioux Falls
Minnesota
Rochester
Wisconsin
La Crosse, Madison, Janesville, Beloit
Illinois
Rockford, Chicago
Indiana
East Chicago, Gary, Portage, Michigan City, South Bend, Mishawaka, Elkhart
Ohio
Toledo, westlake, Cleveland, Cleveland Heights, Euclid, Mentor
Pennsylvania
Millcreek, Erie
New York
Buffalo, Amherst, Rochester, Syracuse, Utica, Schenectady, Albany
Massachusetts
Springfield, Worcester, Natick, Watertown, Newton, Cambridge, Brookline, Boston
Wyoming er den eneste stat, hvor I-90 ikke passerer større byer. De største byer, der passeres i denne stat er Gillette med knap 20.000 og Sheridan med godt 15.000 indbyggere.

## Eksterne referencer
- Interstate 90 guide Arkiveret 25. januar 2008 hos  Wayback Machine
- I-90 oversigt